# Walkerburn
Walkerburn es una localidad situada en Scottish Borders, en Escocia (Reino Unido). Tiene una población estimada, a mediados de 2020, de 740 habitantes.
Está ubicada al sureste de Escocia, cerca de la costa del mar del Norte y de la frontera con Inglaterra.